# Sulfony

Struktura sulfonów

Sulfony – grupa związków siarkoorganicznych o ogólnym wzorze R–SO2–R', gdzie R, R' to grupy alkilowe lub arylowe. Substancje chemicznie obojętne, bez zapachu, dobrze krystalizujące i odporne na środki redukujące.
Otrzymywane są zazwyczaj poprzez utlenianie odpowiednich tioeterów lub sulfotlenków, np.:
{\displaystyle \mathrm {Ar-S-R{\xrightarrow {[O]}}Ar-SO_{2}-R} }